# Liste von Privatschulen in Namibia

Gebäude der DHPS in Windhoek

Dies ist eine Liste von Privatschulen in Namibia. Sie umfasst vollprivate oder teilprivate (meist kirchliche) Schulen in Namibia. Alle Schulen müssen eine Anerkennung des Ministeriums für Bildung, Kunst und Kultur halten.

## Alphabetische Liste
| Name                                                 | Ort                         | Lage                          | Unterrichtssprache(n)                       | Anmerkung                                                         |
| ---------------------------------------------------- | --------------------------- | ----------------------------- | ------------------------------------------- | ----------------------------------------------------------------- |
| Alexanders Private School                            | Walvis Bay                  | 22° 57′ 47″ S, 14° 29′ 25″ O  | Englisch                                    |                                                                   |
| All Nations Christian School                         | Windhoek-Central            | Koordinaten fehlen! Hilf mit. | Englisch                                    |                                                                   |
| Amazing Kids Private School & Academy                | Windhoek-Cimbebasia         | 22° 37′ 51″ S, 17° 4′ 38″ O   | Englisch                                    |                                                                   |
| Ambrosius Amutenya Private School                    | Okahao                      | 17° 53′ 49″ S, 15° 4′ 5″ O    | Englisch                                    |                                                                   |
| AME-Private Community School                         | Hoachanas                   | Koordinaten fehlen! Hilf mit. | Afrikaans                                   |                                                                   |
| Ankambo Junior Primary School                        | Ondangwa                    | Koordinaten fehlen! Hilf mit. | Englisch                                    |                                                                   |
| Aris Grundschule                                     | bei Windhoek                | 22° 45′ 14″ S, 17° 8′ 10″ O   | Englisch                                    |                                                                   |
| Aussenkehr Akademie                                  | Aussenkehr                  | Koordinaten fehlen! Hilf mit. | Afrikaans                                   |                                                                   |
| Axis Private School                                  | Windhoek                    | Koordinaten fehlen! Hilf mit. | Englisch                                    |                                                                   |
| Baumgartsbrunn Primary School                        | bei Windhoek                | 22° 36′ 37″ S, 16° 46′ 58″ O  | Englisch                                    |                                                                   |
| Berg-Op Academy                                      | Okahandja                   | 21° 58′ 27″ S, 16° 54′ 35″ O  | Afrikaans                                   |                                                                   |
| BrainsOn Englisch Private School                     | Okongo                      | Koordinaten fehlen! Hilf mit. | Englisch                                    |                                                                   |
| Bright Future Private School                         | Omuthiya                    | 18° 19′ 31″ S, 16° 32′ 48″ O  | Englisch                                    |                                                                   |
| Brightstar Montessori School                         | Lüderitz                    | 26° 38′ 53″ S, 15° 9′ 28″ O   | Englisch                                    |                                                                   |
| Cabatana Private School                              | Oshakati                    | 17° 46′ 16″ S, 15° 41′ 21″ O  | Englisch                                    |                                                                   |
| Canisianum RC High School                            | Outapi                      | Koordinaten fehlen! Hilf mit. | Englisch                                    | römisch-katholisch                                                |
| Chris Junior Private School                          | Oniipa                      | 17° 55′ 30″ S, 16° 1′ 18″ O   | Englisch                                    |                                                                   |
| Christelike Privaatskool Hentiesbaai                 | Henties Bay                 | Koordinaten fehlen! Hilf mit. | Afrikaans                                   |                                                                   |
| Christ’s Love School                                 | Windhoek-Nord               | Koordinaten fehlen! Hilf mit. | Englisch                                    |                                                                   |
| Combretum Trust School                               | Windhoek-West               | Koordinaten fehlen! Hilf mit. | Englisch                                    |                                                                   |
| Community Hope School                                | Windhoek-Katutura           | Koordinaten fehlen! Hilf mit. | Englisch                                    |                                                                   |
| Constantia Private School                            | Windhoek-Pionierspark       | 22° 35′ 58″ S, 17° 4′ 14″ O   | Englisch                                    |                                                                   |
| Crescent Learning Academy Private School             | Windhoek-Klein Windhoek     | 22° 34′ 2″ S, 17° 6′ 3″ O     | Englisch                                    |                                                                   |
| DAPP Private School                                  | bei Outapi                  | 17° 32′ 59″ S, 15° 3′ 40″ O   | Englisch                                    |                                                                   |
| Deutsche Höhere Privatschule Windhoek                | Windhoek-Central            | 22° 34′ 29″ S, 17° 4′ 59″ O   | Deutsch, Englisch                           |                                                                   |
| Deutsche Privatschule Grootfontein                   | Grootfontein                | 19° 33′ 45″ S, 18° 6′ 2″ O    | Deutsch                                     |                                                                   |
| Deutsche Privatschule Omaruru                        | Omaruru                     | 21° 25′ 4″ S, 15° 57′ 14″ O   | Deutsch                                     |                                                                   |
| Deutsche Privatschule Otavi                          | Otavi                       | 19° 38′ 33″ S, 17° 20′ 36″ O  | Deutsch                                     |                                                                   |
| Deutsche Privatschule Otjiwarongo                    | Otjiwarongo                 | 20° 28′ 9″ S, 16° 38′ 47″ O   | Deutsch                                     |                                                                   |
| Dolphins Schools                                     | Walvis Bay                  | 22° 57′ 40″ S, 14° 29′ 50″ O  | Englisch                                    |                                                                   |
| Dorado Private School                                | Windhoek-Dorado Park        | 22° 34′ 13″ S, 17° 3′ 44″ O   | Englisch                                    |                                                                   |
| Dr Rita Johnson Christian Private School             | Windhoek-West               | Koordinaten fehlen! Hilf mit. | Englisch                                    |                                                                   |
| Du Plessis Private School                            | Katima Mulilo               | Koordinaten fehlen! Hilf mit. | Englisch                                    |                                                                   |
| Eden SDA Academy                                     | Windhoek-West               | Koordinaten fehlen! Hilf mit. | Englisch                                    |                                                                   |
| Edugate Academy                                      | Otjiwarongo                 | 20° 27′ 27″ S, 16° 39′ 6″ O   | Afrikaans, Englisch                         |                                                                   |
| ELCIN Nkurenkuru High School                         | Nkurenkuru                  | Koordinaten fehlen! Hilf mit. | Englisch                                    | evangelisch-lutherisch                                            |
| Elnatan Privatskool                                  | Stampriet                   | 24° 20′ 40″ S, 18° 24′ 5″ O   | Afrikaans                                   |                                                                   |
| El Shaddai Academy                                   | Windhoek                    | Koordinaten fehlen! Hilf mit. | Englisch                                    |                                                                   |
| El Shaddai Private School                            | Tsumeb                      | 19° 15′ 39″ S, 17° 43′ 32″ O  | Englisch                                    |                                                                   |
| Eudile Private School                                | Gobabis                     | 22° 23′ 59″ S, 18° 58′ 29″ O  | Englisch                                    |                                                                   |
| Excelsior Private School                             | Keetmanshoop                | Koordinaten fehlen! Hilf mit. | Englisch                                    |                                                                   |
| Focus Private School                                 | Onankali                    | 18° 9′ 34″ S, 16° 20′ 26″ O   | Englisch                                    |                                                                   |
| Friendly Primary School                              | Rundu                       | Koordinaten fehlen! Hilf mit. | Englisch                                    |                                                                   |
| Gardner Academy Private School                       | Windhoek                    | Koordinaten fehlen! Hilf mit. | Englisch                                    |                                                                   |
| Gems Field Private School                            | bei Ongwediva               | 17° 43′ 17″ S, 15° 45′ 17″ O  | Englisch                                    |                                                                   |
| Gobabis Gymnasium                                    | Gobabis                     | 22° 26′ 42″ S, 18° 58′ 9″ O   | Afrikaans, Englisch                         |                                                                   |
| Good Hope Private Primary School                     | Ruacana                     | 17° 26′ 11″ S, 14° 26′ 8″ O   | Englisch                                    |                                                                   |
| Gqaina Primary School                                | Steinhausen                 | Koordinaten fehlen! Hilf mit. | Englisch                                    |                                                                   |
| Gunichas RC Primary School                           | Gobabis                     | Koordinaten fehlen! Hilf mit. | Englisch                                    | römisch-katholisch                                                |
| Henties Bay Private School                           | Henties Bay                 | 22° 6′ 26″ S, 14° 16′ 51″ O   | Afrikaans, Englisch                         |                                                                   |
| Heritage Private School                              | Windhoek-West               | 22° 35′ 37″ S, 17° 4′ 8″ O    | Englisch                                    |                                                                   |
| Hermann Gmeiner Primary School                       | Windhoek                    | Koordinaten fehlen! Hilf mit. | Deutsch, Englisch                           |                                                                   |
| Heroes Private School                                | Ondangwa                    | 17° 55′ 27″ S, 16° 0′ 11″ O   | Englisch                                    |                                                                   |
| Highgate Private School                              | Windhoek-Nord               | 22° 32′ 55″ S, 17° 4′ 44″ O   | Englisch                                    |                                                                   |
| Hillside Christian College                           | Walvis Bay                  | 22° 57′ 16″ S, 14° 30′ 25″ O  | Englisch                                    |                                                                   |
| Hippo Primary School                                 | bei Gobabis                 | Koordinaten fehlen! Hilf mit. | Englisch                                    |                                                                   |
| Hochland Christian Academy                           | Windhoek-Hochland Park      | Koordinaten fehlen! Hilf mit. | Englisch                                    |                                                                   |
| Holy Cross Convent School                            | Windhoek-Central            | 22° 33′ 42″ S, 17° 5′ 16″ O   | Englisch                                    | römisch-katholisch                                                |
| IA Academy/IA Primary Private School                 | Windhoek-Pionierspark       | 22° 35′ 15″ S, 17° 3′ 44″ O   | Englisch                                    |                                                                   |
| Integrity School                                     | Ongwediva                   | Koordinaten fehlen! Hilf mit. | Englisch                                    |                                                                   |
| Intelligent Private School Academy                   | Windhoek-Cimbebasia         | 22° 37′ 46″ S, 17° 4′ 35″ O   | Englisch                                    |                                                                   |
| International School of Walvis Bay                   | Walvis Bay                  | 22° 57′ 26″ S, 14° 30′ 8″ O   | Afrikaans                                   |                                                                   |
| Jakob Marengo Secondary School                       | Windhoek-Katutura           | Koordinaten fehlen! Hilf mit. | Englisch                                    |                                                                   |
| Johannes Döhren RC High School                       | Dornfeld                    | Koordinaten fehlen! Hilf mit. | Englisch                                    | römisch-katholisch                                                |
| JJ’s Private School                                  | Walvis Bay                  | 22° 39′ 8″ S, 14° 32′ 5″ O    | Englisch                                    |                                                                   |
| Kalahari New Hope School                             | bei Grootfontein            | 19° 19′ 4″ S, 19° 19′ 55″ O   | Englisch                                    |                                                                   |
| Karibib Education Centre                             | Karibib                     | Koordinaten fehlen! Hilf mit. | Englisch                                    |                                                                   |
| Karibib Private School                               | Karibib                     | 21° 56′ 26″ S, 15° 51′ 16″ O  | Englisch                                    | 1902–1986 Deutsche Privatschule Karibib                           |
| Karstveld Academy                                    | Grootfontein                | 19° 20′ 5″ S, 18° 3′ 4″ O     | Englisch                                    |                                                                   |
| Keetmanshoop Privatskool                             | Keetmanshoop                | 26° 34′ 5″ S, 18° 8′ 9″ O     | Afrikaans                                   |                                                                   |
| Kleine Kuppe Private School                          | Ongwediva                   | Koordinaten fehlen! Hilf mit. | Englisch                                    |                                                                   |
| Kleine Professor College                             | Windhoek-Suiderhof          | 22° 35′ 31″ S, 17° 5′ 32″ O   | Englisch                                    |                                                                   |
| Kunene English Private School                        | Opuwo                       | 18° 3′ 21″ S, 13° 50′ 18″ O   | Englisch                                    |                                                                   |
| Kwakwas Primary School                               | bei Rehoboth                | Koordinaten fehlen! Hilf mit. | Englisch                                    |                                                                   |
| Laerskool Walvisbaai                                 | Walvis Bay                  | Koordinaten fehlen! Hilf mit. | Afrikaans, Englisch                         |                                                                   |
| Language Academy Private School                      | Windhoek-Rocky Crest        | Koordinaten fehlen! Hilf mit. | Englisch                                    |                                                                   |
| Lano Private School                                  | Onayena                     | 17° 56′ 31″ S, 16° 11′ 42″ O  | Englisch                                    |                                                                   |
| Leinge English Private School                        | Onandjaba                   | Koordinaten fehlen! Hilf mit. | Englisch                                    |                                                                   |
| Liberty Heritage Private School                      | Ongwediva                   | 17° 46′ 2″ S, 15° 46′ 8″ O    | Englisch                                    |                                                                   |
| Life Changing Christian Church Academy               | Windhoek-Katutura           | Koordinaten fehlen! Hilf mit. | Englisch                                    |                                                                   |
| Lighthouse Academy                                   | Ongwediva                   | 17° 46′ 29″ S, 15° 45′ 31″ O  | Englisch                                    |                                                                   |
| Light of the Nation Mission School                   | Ondangwa                    | Koordinaten fehlen! Hilf mit. | Englisch                                    |                                                                   |
| Litungeni Private School                             | Okashana                    | 18° 20′ 56″ S, 16° 34′ 56″ O  | Englisch                                    |                                                                   |
| Logos Christian Academy                              | Keetmanshoop                | 26° 34′ 31″ S, 18° 7′ 52″ O   | Englisch                                    |                                                                   |
| Lüderitz Christian School                            | Lüderitz                    | 26° 38′ 53″ S, 15° 9′ 28″ O   | Englisch                                    |                                                                   |
| Mariental Gymnasium Private School                   | Mariental                   | 24° 37′ 42″ S, 17° 57′ 58″ O  | Englisch                                    |                                                                   |
| Martin Luther High School                            | Okombahe                    | Koordinaten fehlen! Hilf mit. | Englisch                                    |                                                                   |
| Maurits Devenish Private School                      | Ongwediva                   | 17° 46′ 27″ S, 15° 45′ 33″ O  | Englisch                                    |                                                                   |
| Mavuluma Adventist Private Primary School            | Katima Mulilo               | 17° 30′ 40″ S, 24° 16′ 50″ O  | Englisch                                    | adventistisch                                                     |
| Mennonite Brethren Private School                    | Engela                      | Koordinaten fehlen! Hilf mit. | Englisch                                    | mennonitisch                                                      |
| Mokaleng Private School                              | Aminuis                     | Koordinaten fehlen! Hilf mit. | Englisch                                    | römisch-katholisch                                                |
| Moria Private School                                 | Outjo                       | 20° 6′ 27″ S, 16° 9′ 8″ O     | Afrikaans                                   |                                                                   |
| Mouwa English Private Primary School                 | Eenhana                     | Koordinaten fehlen! Hilf mit. | Englisch                                    |                                                                   |
| Mount Etjo Private School                            | Mount Etjo                  | Koordinaten fehlen! Hilf mit. | Englisch                                    |                                                                   |
| Mount Olives Christian Academy                       | Keetmanshoop                | 26° 34′ 50″ S, 18° 8′ 2″ O    | Englisch                                    |                                                                   |
| Nakayale Academy For Orphans & Marginalised Children | Ruacana                     | 17° 25′ 43″ S, 14° 23′ 29″ O  | Englisch                                    |                                                                   |
| Naankuse Clever Cubs School                          | bei Windhoek                | Koordinaten fehlen! Hilf mit. | Englisch                                    |                                                                   |
| Namib Sky Community Trust Private School             | Sossusvlei-Gebiet (Daweb)   | Koordinaten fehlen! Hilf mit. | Englisch                                    |                                                                   |
| Nani Private School                                  | Oniipa                      | Koordinaten fehlen! Hilf mit. | Englisch                                    |                                                                   |
| Nazareth Greenwood College                           | Otjiwarongo                 | Koordinaten fehlen! Hilf mit. | Englisch                                    |                                                                   |
| Nekulilo Omagano Memorial School                     | Ongwediva                   | Koordinaten fehlen! Hilf mit. | Englisch                                    |                                                                   |
| Ngutati Private School                               | Windhoek-Katutura           | 22° 30′ 44″ S, 17° 2′ 33″ O   | Englisch                                    |                                                                   |
| Northcote Academy                                    | Onathinge                   | 18° 0′ 2″ S, 16° 9′ 15″ O     | Englisch                                    |                                                                   |
| Northcote Private School                             | Oniipa                      | 17° 55′ 7″ S, 16° 2′ 14″ O    | Englisch                                    |                                                                   |
| Northridge Private School                            | Omungwelume                 | 17° 29′ 58″ S, 15° 37′ 44″ O  | Englisch                                    |                                                                   |
| Nowak Primary School                                 | Tses                        | Koordinaten fehlen! Hilf mit. | Englisch                                    |                                                                   |
| Okongo Private School                                | Okongo                      | Koordinaten fehlen! Hilf mit. | Englisch                                    |                                                                   |
| Ombili Primary School                                | bei Tsumeb                  | Koordinaten fehlen! Hilf mit. | Englisch                                    |                                                                   |
| Omeya Private School                                 | Omeya (bei Windhoek)        | 22° 51′ 20″ S, 17° 6′ 48″ O   | Afrikaans, Englisch                         |                                                                   |
| Ongenga English Private Primary School               | Ongenga                     | Koordinaten fehlen! Hilf mit. | Englisch                                    |                                                                   |
| Ongha Private School                                 | Ongenga                     | Koordinaten fehlen! Hilf mit. | Englisch                                    |                                                                   |
| Onheleiwa English Private School                     | Onheleiwa                   | 17° 24′ 49″ S, 15° 27′ 5″ O   | Englisch                                    |                                                                   |
| Opuwo Christian School                               | Opuwo                       | Koordinaten fehlen! Hilf mit. | Englisch                                    |                                                                   |
| Oranjemund Private School                            | Oranjemund                  | 28° 33′ 3″ S, 16° 25′ 36″ O   | Englisch                                    |                                                                   |
| Oshana Gymnasium                                     | Ongwediva                   |                               | Englisch                                    |                                                                   |
| Otjikondo Primary School                             | zwischen Outjo und Kamanjab | 19° 50′ 53″ S, 15° 28′ 13″ O  | Englisch                                    |                                                                   |
| Perivoli Okonjima Country School                     | Okonjima                    | Koordinaten fehlen! Hilf mit. | Englisch                                    |                                                                   |
| Power Station Christian Academy                      | Outapi                      | Koordinaten fehlen! Hilf mit. | Englisch                                    |                                                                   |
| Privatschule Swakopmund                              | Swakopmund                  | 22° 39′ 8″ S, 14° 32′ 5″ O    | Deutsch, Englisch                           |                                                                   |
| Pro-Ed Akademie                                      | Swakopmund                  | 22° 37′ 34″ S, 14° 32′ 2″ O   | Afrikaans                                   |                                                                   |
| Progress Private School                              | Windhoek-Nord               | 22° 32′ 49″ S, 17° 4′ 15″ O   | Englisch                                    |                                                                   |
| Promincence Private School                           | Walvis Bay                  | 22° 58′ 25″ S, 14° 29′ 25″ O  | Englisch                                    |                                                                   |
| Redimere Academy Private School                      | Tsumeb                      | 19° 14′ 32″ S, 17° 42′ 47″ O  | Englisch                                    |                                                                   |
| Rehoboth Private School                              | Rehoboth                    | 23° 19′ 35″ S, 17° 4′ 28″ O   | Englisch                                    |                                                                   |
| Revival Centre Christian Academy                     | Rundu                       | 17° 55′ 22″ S, 19° 45′ 20″ O  | Englisch                                    |                                                                   |
| Rhodes Private School                                | Ondangwa                    | 17° 55′ 26″ S, 16° 0′ 1″ O    | Englisch                                    |                                                                   |
| Riverside Private School                             | Swakopmund                  | 22° 40′ 48″ S, 14° 32′ 37″ O  | Englisch                                    |                                                                   |
| Rosh Pinah Academy/Akademie                          | Rosh Pinah                  | Koordinaten fehlen! Hilf mit. | Afrikaans, Englisch                         |                                                                   |
| Rundu Christian School                               | Rundu                       | Koordinaten fehlen! Hilf mit. | Englisch                                    |                                                                   |
| Rundu Private School                                 | Rundu                       | 17° 54′ 41″ S, 19° 45′ 53″ O  | Englisch                                    |                                                                   |
| Saint Kizito College                                 | Katima Mulilo               | Koordinaten fehlen! Hilf mit. | Englisch                                    |                                                                   |
| Savo Nuts Private School                             | Oshikango                   | 17° 23′ 50″ S, 15° 53′ 29″ O  | Englisch                                    |                                                                   |
| St Boniface College                                  | bei Rundu                   | 17° 54′ 25″ S, 20° 1′ 57″ O   | Englisch                                    | römisch-katholisch; seit Jahren die beste Privatschule des Landes |
| St Francis Primary School                            | Tsumeb                      | Koordinaten fehlen! Hilf mit. | Englisch                                    | römisch-katholisch                                                |
| St George’s Diocesan School                          | Windhoek-Central            | 22° 33′ 42″ S, 17° 5′ 16″ O   | Englisch                                    | anglikanisch                                                      |
| St. Isidor RC Primary School                         | bei Grootfontein            | Koordinaten fehlen! Hilf mit. | Englisch                                    | römisch-katholisch                                                |
| St Joseph’s Roman Catholic High School               | Windhoek-Döbra              | 22° 25′ 2″ S, 17° 5′ 52″ O    | Englisch                                    | römisch-katholisch                                                |
| St. Mary’s Odibo High School                         | Oshikango                   | Koordinaten fehlen! Hilf mit. | Englisch                                    |                                                                   |
| St. Michael’s RC Primary School                      | zwischen Outjo und Kamanjab | 19° 56′ 21″ S, 15° 40′ 36″ O  | Englisch                                    | römisch-katholisch                                                |
| St Paul’s College                                    | Windhoek-Klein Windhoek     | 22° 34′ 27″ S, 17° 6′ 36″ O   | Englisch                                    |                                                                   |
| Sunshine Private School                              | Windhoek-Central            | 22° 32′ 58″ S, 17° 4′ 58″ O   | Englisch                                    |                                                                   |
| Swakopmund Christian Academy                         | Swakopmund                  | 22° 40′ 46″ S, 14° 32′ 35″ O  | Englisch                                    |                                                                   |
| Swakopmund Montessori Academy                        | Swakopmund                  | Koordinaten fehlen! Hilf mit. | Englisch                                    |                                                                   |
| Swakopmund School of Excellence                      | Swakopmund                  | 22° 38′ 26″ S, 14° 32′ 18″ O  | Englisch                                    |                                                                   |
| Talitha Kumi Christian Academy                       | Arandis                     | Koordinaten fehlen! Hilf mit. | Englisch                                    |                                                                   |
| Thermatins College                                   | Walvis Bay                  | Koordinaten fehlen! Hilf mit. | Englisch                                    |                                                                   |
| TNAP Private School                                  | Ondangwa                    | 17° 51′ 54″ S, 15° 58′ 54″ O  | Englisch                                    |                                                                   |
| TrainOccassion Primaryschool                         | Otjiwarongo                 | Koordinaten fehlen! Hilf mit. | Englisch                                    |                                                                   |
| Tsumeb Gimnasium                                     | Tsumeb                      | 19° 14′ 31″ S, 17° 43′ 7″ O   | Afrikaans                                   |                                                                   |
| Waldfrieden Missionary Primary School                | bei Omaruru                 | Koordinaten fehlen! Hilf mit. | Englisch                                    | römisch-katholisch                                                |
| Waldorf School Windhoek                              | Windhoek-Avis               | 22° 35′ 10″ S, 17° 7′ 36″ O   | Deutsch, Englisch, Oshidonga, Khoekhoegowab |                                                                   |
| Walvis Bay Private High School                       | Walvis Bay                  | 22° 57′ 51″ S, 14° 29′ 57″ O  | Englisch                                    |                                                                   |
| Walvis Bay Gymnasium                                 | Walvis Bay                  |                               | Afrikaans, Englisch                         |                                                                   |
| Welwitschia Private School                           | Otjihase                    | 22° 24′ 44″ S, 17° 11′ 3″ O   | Englisch                                    |                                                                   |
| Wendy Private School                                 | Ondangwa                    | Koordinaten fehlen! Hilf mit. | Englisch                                    |                                                                   |
| Westcoast Edu-Centre                                 | Henties Bay                 | Koordinaten fehlen! Hilf mit. | Englisch                                    |                                                                   |
| Windhoek Afrikaanse Privaatskool                     | Windhoek-Eros               | 22° 32′ 44″ S, 17° 5′ 33″ O   | Afrikaans                                   |                                                                   |
| Windhoek Central Private Primary School              | Windhoek-Central            | Koordinaten fehlen! Hilf mit. | Englisch                                    |                                                                   |
| Windhoek Christian Academy                           | Windhoek-Ludwigsdorf        | Koordinaten fehlen! Hilf mit. | Englisch                                    |                                                                   |
| Windhoek Gymnasium                                   | Windhoek-Kleine Kuppe       | 22° 37′ 3″ S, 17° 6′ 42″ O    | Afrikaans, Deutsch, Englisch                | größte Privatschule des Landes                                    |
| Windhoek International School                        | Windhoek-Pionierspark       | 22° 35′ 2″ S, 17° 3′ 24″ O    | Englisch                                    |                                                                   |
| Zambezi Private School                               | Katima Mulilo               | 17° 29′ 55″ S, 24° 19′ 6″ O   | Englisch                                    |                                                                   |
| Zanele Mbeki Private School                          | Windhoek                    | Koordinaten fehlen! Hilf mit. | Englisch                                    |                                                                   |